# Quyền LGBT ở Uganda
Quyền đồng tính nữ, đồng tính nam, song tính và chuyển giới ở Uganda phải đối mặt với những thách thức pháp lý mà những người không phải LGBT không gặp phải.  Các nhà hoạt động ước tính vào năm 2007 rằng cộng đồng LGBT ở Ugandan bao gồm 500.000 người.
Cả hoạt động đồng tính nam và nữ là bất hợp pháp. Giao hợp không âm đạo (chẳng hạn như quan hệ tình dục bằng miệng và quan hệ tình dục qua đường hậu môn) giữa những người dị tính cũng là bất hợp pháp.  Theo Bộ luật Hình sự, "kiến thức xác thịt chống lại trật tự tự nhiên" giữa hai người đàn ông mang hình phạt tù chung thân. Đạo luật chống đồng tính luyến ái ở Uganda, 2014 đã được thông qua vào ngày 17 tháng 12 năm 2013 với hình phạt sống trong tù vì "đồng tính luyến ái tăng nặng". Luật này đã đưa Uganda trở thành tiêu điểm quốc tế, và gây ra sự phẫn nộ quốc tế, với nhiều chính phủ từ chối cung cấp viện trợ cho Uganda nữa. Vào tháng 8 năm 2014, Tòa án Hiến pháp Uganda đã bãi bỏ luật này.  Tuy nhiên, người LGBT tiếp tục phải đối mặt với sự phân biệt đối xử lớn ở Uganda, được các nhà lãnh đạo chính trị và tôn giáo tích cực khuyến khích.  Các cuộc tấn công bạo lực và tàn bạo đối với người LGBT là phổ biến, thường được thực hiện bởi các quan chức nhà nước.  Các hộ gia đình đứng đầu là các cặp đồng giới không đủ điều kiện cho các biện pháp bảo vệ pháp lý tương tự dành cho các cặp vợ chồng khác giới.
Đồng tính luyến ái đã được chấp nhận và phổ biến trong xã hội thời tiền thuộc địa. Đế quốc Anh đưa ra luật trừng phạt đồng tính luyến ái khi Uganda trở thành thuộc địa Anh. Những luật này được giữ sau khi độc lập.

## Bảng tóm tắt
| Hoạt động tình dục đồng giới hợp pháp                                                                                       | (Hình phạt: Lên đến tù chung thân) |
| Độ tuổi đồng ý | No                                 |
| Luật chống phân biệt đối xử chỉ trong việc làm                                                                              | No                                 |
| Luật chống phân biệt đối xử trong việc cung cấp hàng hóa và dịch vụ                                                         | No                                 |
| Luật chống phân biệt đối xử trong tất cả các lĩnh vực khác (Bao gồm phân biệt đối xử gián tiếp, ngôn từ kích động thù địch) | No                                 |
| Hôn nhân đồng giới | (Hiến pháp cấm từ năm 2005)        |
| Công nhận các cặp đồng giới                                                                                                 | No                                 |
| Con nuôi của các cặp vợ chồng đồng giới                                                                                     | No                                 |
| Con nuôi chung của các cặp đồng giới                                                                                        | No                                 |
| Người LGBT được phép phục vụ công khai trong quân đội                                                                       | No                                 |
| Quyền thay đổi giới tính hợp pháp                                                                                           | No                                 |
| Truy cập IVF cho đồng tính nữ                                                                                               | No                                 |
| Mang thai hộ thương mại cho các cặp đồng tính nam                                                                           | No                                 |
| NQHN được phép hiến máu | No                                 |